# 馬德里薩山 (雷蒂孔山)
46°56′31″N 9°53′30″E / 46.941851°N 9.8915791°E

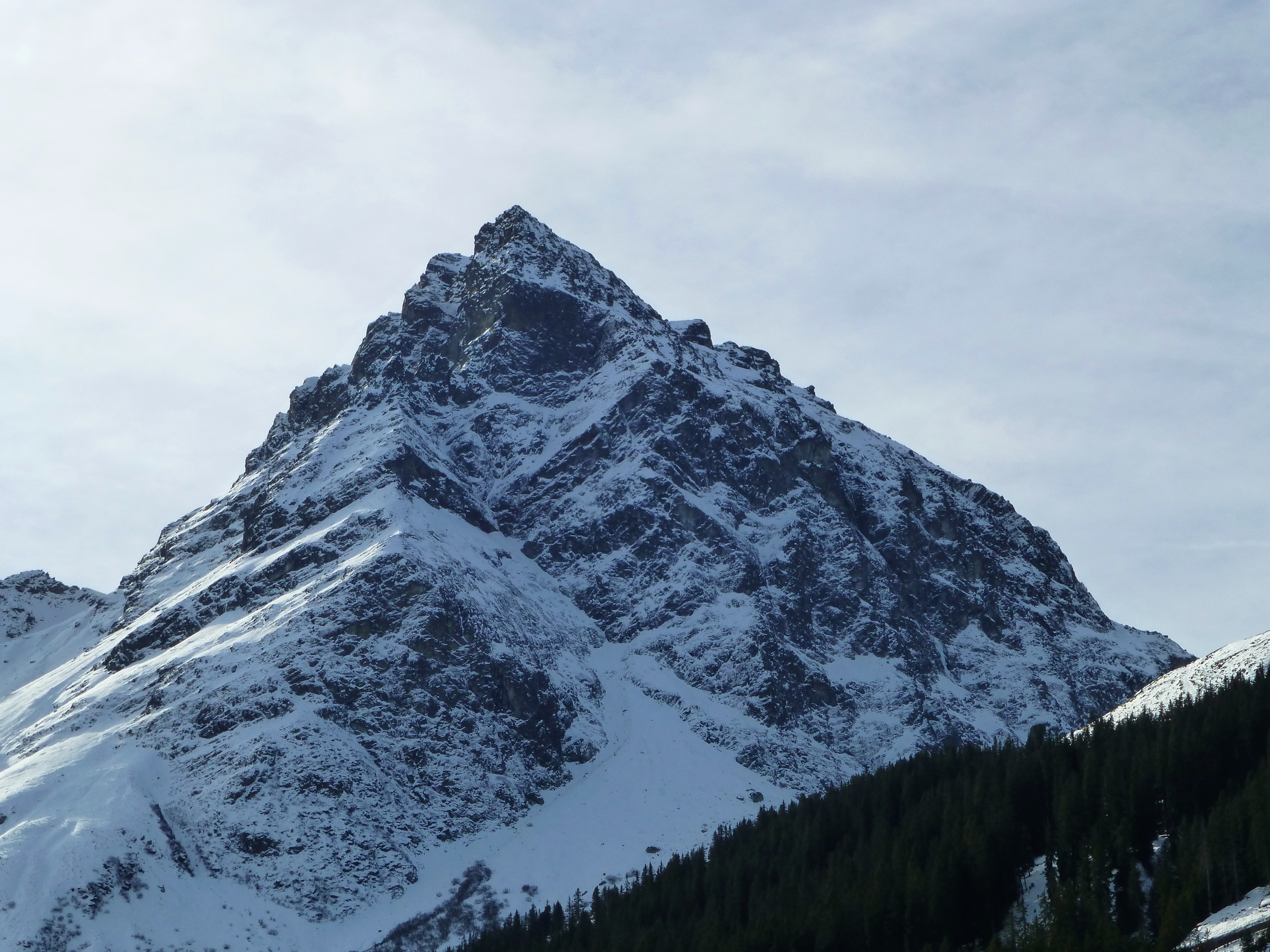

馬德里薩山（德語：Madrisa），是奧地利的山峰，位於該國西部，由福拉爾貝格州負責管轄，屬於雷蒂孔山的一部分，距離馬德里薩山1.8公里，海拔高度2,770米，每年平均降雨量1,729毫米。